# Chloromrówczan etylu
Chloromrówczan etylu (chlorowęglan etylu), ClCOOC2H5 – związek organiczny, ester kwasu chloromrówkowego i etanolu.

## Właściwości
Chloromrówczan etylu jest bezbarwną cieczą o ostrym zapachu. Jest rozpuszczalny w eterze i etanolu. W wodzie następuje jego rozkład. Jest substancją palną.
Reaguje z aminami, amidami, zasadami oraz kwasami.
Jest czuły na temperaturę i wilgoć.

## Zastosowanie
Chloromrówczan etylu jest stosowany w syntezie organicznej.
Przykłady:
- Wprowadzanie etylowęglanowej grupy ochronnej[5]:

- Jako czynnik chlorujący[6]:

- Jako czynnik aktywujący[7]:

ADP + HBu3N+•H232PO4- + ClCOOEt → γ-32P-ATP

## Otrzymywanie
Chloromrówczan etylu powstaje w reakcji fosgenu z alkoholem etylowym zgodnie z zapisem: